# Подшипник
Подши́пник (от «под шип») — сборочный узел, являющийся частью опоры или упора и поддерживающий вал, ось или иную подвижную конструкцию с заданной жёсткостью. Фиксирует положение в пространстве, обеспечивает вращение, качение с наименьшим сопротивлением, воспринимает и передаёт нагрузку от подвижного узла на другие части конструкции.
Опора с упорным подшипником называется подпятником.
Основные параметры подшипников:
- Максимальная динамическая и статическая нагрузка (радиальная и осевая).
- Максимальная скорость (оборотов в минуту для радиальных подшипников).
- Посадочные размеры.
- Класс точности подшипников.
- Требования к смазке[3].
- Ресурс подшипника до появления признаков усталости, в оборотах.
- Шумы подшипника
- Вибрации подшипника

Нагружающие подшипник силы подразделяют на:
- радиальную, действующую в направлении, перпендикулярном оси подшипника;
- осевую, действующую в направлении, параллельном оси подшипника.

## Основные типы подшипников
По принципу работы все подшипники можно разделить на несколько типов:
- подшипники качения;
- подшипники скольжения;

К подшипникам скольжения также относят:
- газостатические подшипники;
- газодинамические подшипники;
- гидростатические подшипники;
- гидродинамические подшипники;
- магнитные подшипники.

Основные типы, которые применяются в машиностроении, — это подшипники качения и подшипники скольжения.

## Подшипники качения
Подшипники качения состоят из двух колец, тел качения (различной формы) и сепаратора (некоторые типы подшипников могут быть без сепаратора), отделяющего тела качения друг от друга, удерживающего на равном расстоянии и направляющего их движение. По наружной поверхности внутреннего кольца и внутренней поверхности наружного кольца (на торцевых поверхностях колец упорных подшипников качения) выполняют желоба — дорожки качения, по которым при работе подшипника катятся тела качения.
Также существуют насыпные подшипники, состоящие из сепаратора и вставленных в него шариков (см. рис. выше), которые можно вытаскивать.
Имеются подшипники качения, изготовленные без сепаратора. Такие подшипники имеют большее число тел качения и большую грузоподъёмность. Однако предельные частоты вращения бессепараторных подшипников значительно ниже вследствие повышенных моментов сопротивления вращению.
В подшипниках качения возникает преимущественно трение качения (имеются только небольшие потери на трение скольжения между сепаратором и телами качения), поэтому по сравнению с подшипниками скольжения снижаются потери энергии на трение и уменьшается износ. Закрытые подшипники качения (имеющие защитные крышки) практически не требуют обслуживания (замены смазки), открытые — чувствительны к попаданию инородных тел, что может привести к быстрому разрушению подшипника.
Подшипники качения очень хорошо стандартизированы, обладают малыми потерями на трение, не используют дорогие антифрикционные материалы (бронза, латунь, баббит), в отличие от подшипников скольжения. Номенклатура стандартных подшипников качения очень широкая, проектирование машин и механизмов благодаря этому значительно упрощается, сводя проектирование подшипника к его подбору из числа стандартных изделий.

### Классификация
Классификация подшипников качения осуществляется на основе следующих признаков:
- По виду тел качения
  - Шариковые,
  - Роликовые (игольчатые, если ролики тонкие и длинные);
- По типу воспринимаемой нагрузки
  - Радиальные (нагрузка вдоль оси вала не допускается).
  - Радиально-упорные, упорно-радиальные. Воспринимают нагрузки как вдоль, так и поперёк оси вала. Часто нагрузка вдоль оси только одного направления.
  - Упорные (нагрузка поперёк оси вала не допускается).
    - Шариковые винтовые передачи. Обеспечивают сопряжение винт-гайка через тела качения.
- По числу рядов тел качения
  - Однорядные,
  - Двухрядные,
  - Многорядные;
  - Самоустанавливающиеся.
  - Несамоустанавливающиеся.

- По материалу тел качений:
  - Полностью стальные;
  - Гибридные: стальные кольца, тела качения неметаллические, как правило, керамические, применяются в быстровращающихся механизмах, чаще всего — в газотурбинных двигателях;

- Радиальный роликовый подшипник
- Упорный шариковый подшипник
- Упорный роликовый подшипник
- Радиально-упорный шариковый подшипник
- Радиально-упорный шариковый подшипник с четырёхточечным контактом
- Радиально-упорный роликовый подшипник (конический)
- Самоустанавливающийся двухрядный радиальный шариковый подшипник
- Самоустанавливающийся  радиальный роликовый подшипник
- Самоустанавливающийся радиально-упорный роликовый подшипник
- Самоустанавливающийся двухрядный радиальный роликовый подшипник с бочкообразными роликами (сферический)
- Самоустанавливающийся подшипник
- Сепаратор с роликами игольчатого подшипника
- Шариковая винтовая передача
- Шарики

### Механическая теория
Подшипник представляет собой по существу планетарный механизм, в котором водилом является сепаратор, функции центральных колёс выполняют внутреннее и наружное кольца, а тела качения заменяют сателлиты.
Частота вращения сепаратора или частота вращения шариков вокруг оси подшипника:
{\displaystyle n_{c}={\frac {n_{1}}{2}}\left(1-{\frac {D_{\omega }}{d_{m}}}\right),}
где {\displaystyle n_{1}} — частота вращения внутреннего кольца радиального шарикоподшипника,
{\displaystyle D_{\omega }} — диаметр шарика,
{\displaystyle d_{m}=0,5(D+d)} — диаметр окружности, проходящей через оси всех тел качения (шариков или роликов).
Частота вращения шарика относительно сепаратора:
{\displaystyle n_{sp}={\frac {n_{1}}{2}}\left({\frac {d_{m}}{D_{\omega }}}-{\frac {D_{\omega }}{d_{m}}}\right).}
Частота вращения сепаратора при вращении наружного кольца:
{\displaystyle n_{c*}={\frac {n_{3}}{2}}\left(1+{\frac {D_{\omega }}{d_{m}}}\right),}
где {\displaystyle n_{3}} — частота вращения внешнего кольца радиального шарикоподшипника.
Для радиально-упорного подшипника:
{\displaystyle n_{c}={\frac {n_{1}}{2}}\left(1-{\frac {D_{\omega }\cos \alpha }{d_{m}}}\right),}
{\displaystyle n_{sp}={\frac {n_{1}}{2}}\left({\frac {d_{m}}{D_{\omega }}}-{\frac {D_{\omega }\cos ^{2}\alpha }{d_{m}}}\right).}
Из приведённых выше соотношений следует, что при вращении внутреннего кольца сепаратор вращается в ту же сторону. Частота вращения сепаратора зависит от диаметра {\displaystyle D_{\omega }} шариков при неизменном {\displaystyle d_{m}}: она возрастает при уменьшении {\displaystyle D_{\omega }} и уменьшается при увеличении {\displaystyle D_{\omega }.}
В связи с этим разноразмерность шариков в комплекте подшипника является причиной повышенного износа и выхода из строя сепаратора и подшипника в целом.
При вращении тел качения вокруг оси подшипника на каждое из них действует нагружающая дополнительно дорожку качения наружного кольца центробежная сила:
{\displaystyle F_{c}=0,5md_{m}\omega _{c}^{2},}
где {\displaystyle m} — масса тела качения,
{\displaystyle \omega _{c}} — угловая скорость сепаратора.
Центробежные силы вызывают перегрузку подшипника при работе на повышенной частоте вращения, повышенное тепловыделение (перегрев подшипника) и ускоренное изнашивание сепаратора. Всё это сокращает срок службы подшипника.
В упорном подшипнике, кроме центробежных сил, на шарики действует обусловленный изменением направления оси вращения шариков в пространстве гироскопический момент {\displaystyle M_{r}:}
{\displaystyle M_{r}=J\omega _{c}\omega _{sp}.}
Гироскопический момент будет действовать на шарики и во вращающемся радиально-упорном шарикоподшипнике при действии осевой нагрузки:
{\displaystyle M_{r}=J\omega _{c}\omega _{sp}\sin \alpha ,}
где {\displaystyle J=\rho \cdot \pi \cdot D_{\omega }^{5}/60} — полярный момент инерции массы шарика;
{\displaystyle \rho } — плотность материала шарика;
{\displaystyle \omega _{c}} — угловая скорость вращения шарика вокруг оси вала (угловая скорость сепаратора);
{\displaystyle \omega _{sp}} — угловая скорость вращения шарика вокруг своей оси.
Под действием гироскопического момента каждый шарик получает дополнительное вращение вокруг оси, перпендикулярной плоскости, образованной векторами угловых скоростей шарика и сепаратора. Такое вращение сопровождается изнашиванием поверхностей качения, и для предотвращения вращения подшипник следует нагружать такой осевой силой, чтобы соблюдать условие:
{\displaystyle T_{f}=M_{r},}
где {\displaystyle T_{f}} — момент сил трения от осевой нагрузки на площадках контакта шариков с кольцами.

### Условное обозначение подшипников качения в СССР и России
Советская и российская маркировка подшипников состоит из условного обозначения и стандартизована в соответствии ГОСТ 3189-89 и условного обозначения завода-изготовителя.
Основное условное обозначение подшипника состоит из семи цифр основного условного обозначения (при нулевых значениях этих признаков оно может сокращаться до 2 знаков) и дополнительного обозначения, которое располагается слева и справа от основного. При этом дополнительное обозначение, расположенное слева от основного, всегда отделено знаком тире (—), а дополнительное обозначение, расположенное справа, всегда начинается с какой-либо буквы. Чтение знаков основного и дополнительного обозначения производится справа налево.

## Подшипники скольжения

### Определение
Подшипник скольжения — опора или направляющая механизма, или машины, в которой трение происходит при скольжении сопряжённых поверхностей.
Радиальный подшипник скольжения представляет собой корпус, имеющий цилиндрическое отверстие, в которое вставляется рабочий элемент — вкладыш, или втулка из антифрикционного материала и смазывающее устройство. Между валом и отверстием втулки подшипника имеется зазор, заполненный смазочным материалом, который позволяет свободно вращаться валу. Расчёт зазора подшипника, работающего в режиме разделения поверхностей трения смазочным слоем, производится на основе гидродинамической теории смазки.
При расчёте определяются: минимальная толщина смазочного слоя (измеряемая в мкм), давления в смазочном слое, температура и расход смазочных материалов. В зависимости от конструкции, окружной скорости цапфы, условий эксплуатации трение скольжения бывает сухим, граничным, жидкостным и газодинамическим. Однако даже подшипники с жидкостным трением при пуске проходят этап с граничным трением.
Смазка является одним из основных условий надёжной работы подшипника и обеспечивает низкое трение, разделение подвижных частей, теплоотвод, защиту от вредного воздействия окружающей среды.
Смазка может быть:
- жидкой (минеральные и синтетические масла, вода для неметаллических подшипников),
- пластичной (на основе литиевого мыла и сульфонат кальция и др.),
- твёрдой (графит, дисульфид молибдена и др.) и
- газообразной (различные инертные газы, азот и др.).

Наилучшие эксплуатационные свойства показывают пористые самосмазывающиеся подшипники, изготовленные методом порошковой металлургии. При работе пористый самосмазывающийся подшипник, пропитанный маслом, нагревается и выделяет смазку из пор на рабочую скользящую поверхность, а в состоянии покоя остывает и впитывает смазку обратно в поры.
Антифрикционные материалы подшипников изготавливают из твёрдых сплавов (карбид вольфрама или карбид хрома методом порошковой металлургии либо высокоскоростным газопламенным напылением), баббитов и бронз, полимерных материалов, керамики, твёрдых пород дерева (железное дерево).

#### PV-фактор
PV-фактор — основная характеристика (критерий) оценки работоспособности подшипника скольжения. Является произведением удельной нагрузки P (МПа) на окружную скорость V (м/с). Определяется для каждого антифрикционного материала экспериментально при испытаниях или в процессе эксплуатации. Многие данные по соблюдению оптимального PV-фактора даны в справочниках

### Классификация
В основу классификации положен анализ режимов работы подшипников по диаграмме Герси-Штрибека.
Подшипники скольжения разделяют:
- в зависимости от формы подшипникового отверстия:
  - одно- или многоповерхностные,
  - со смещением поверхностей (по направлению вращения) или без (для сохранения возможности обратного вращения),
  - со смещением или без смещения центра (для конечной установки валов после монтажа);
- по направлению восприятия нагрузки:
  - радиальные
  - осевые (упорные, подпятники),
  - радиально-упорные;
- по конструкции:
  - неразъёмные (втулочные; в основном, для I-1),
  - разъёмные (состоящие из корпуса и крышки; в основном, для всех, кроме I-1),
  - встроенные (рамовые, составляющие одно целое с картером, рамой или станиной машины);
- по количеству масляных клапанов:
  - с одним клапаном,
  - с несколькими клапанами;
- по возможности регулирования:
  - нерегулируемые,
  - регулируемые.

Ниже представлена таблица групп и классов подшипников скольжения (примеры обозначения: I-1, II-5).
| Группа                   | Класс                                     | Способ смазки  | Вид трения   | Примерный коэффициент трения                                                                                             | Назначение | Область применения |
| ------------------------ | ----------------------------------------- | -------------- | ------------ | --- | --- | ------------------ |
| I (несовершенная смазка) |                                           |                |              | | |                    |
| 1                        | Малое количество, подача непостоянная     | Граничное      | 0,1…0,3      | Малые скорости скольжения и небольшие удельные давления                                                                  | Опорные ролики транспортёров, ходовых колёс мостовых кранов                                                                        |                    |
| 2                        | Обычно непрерывная                        | Полужидкостное | 0,02…0,1     | Кратковременный режим с постоянным или переменным направлением вращения вала, малые скорости и большие удельные нагрузки | - Линейные и формовочные машины - Кузнечно-прессовое оборудование - Прокатные станы - Грузоподъёмные машины                        |                    |
| 3                        | Масляная ванна или кольца                 | Полужидкостное | 0,001…0,02   | Мало меняющиеся по величине и направлению усилия большие и средние нагрузки                                              | - Буксы вагонов - Тяжёлые станки - Мощные электрические машины - Тяжёлые редукторы - Текстильные машины                            |                    |
| 3                        | Под давлением                             | Полужидкостное | 0,001…0,02   | Переменная нагрузка | - Газовые двигатели - Тихоходные и судовые двигатели                                                                               |                    |
| II                       |                                           |                |              | | |                    |
| 4                        | Кольца, комбинированный или под давлением | Жидкостное     | 0,0005…0,005 | Малые окружные скорости валов, особо тяжёлые условия работы при переменных по величине и направлению нагрузках           | - Электрические машины средней и малой мощности - Лёгкие и средние редукторы - Центробежные насосы и компрессоры - Прокатные станы |                    |
| 5                        | Под давлением                             | Жидкостное     | 0,005…0,05   | Слабонагруженные опоры с большими скоростями скольжения                                                                  | - Паровые турбины - Водяные турбины - Газовые турбины - Осевые вентиляторы - Турбокомпрессоры                                      |                    |

### Достоинства
- Надёжность в высокоскоростных приводах
- Способны воспринимать значительные ударные и вибрационные нагрузки
- Сравнительно малые радиальные размеры
- Допускают установку разъёмных подшипников на шейки коленчатых валов и не требуют демонтажа других деталей при ремонте
- Простая конструкция в тихоходных машинах
- Позволяют работать в воде
- Допускают регулирование зазора и обеспечивают точную установку геометрической оси вала
- Экономичны при больших диаметрах валов

### Недостатки
- В процессе работы требуют постоянного надзора за смазкой
- Сравнительно большие осевые размеры
- Большие потери на трение при пуске и несовершенной смазке
- Большой расход смазочного материала
- Высокие требования к температуре и чистоте смазки
- Пониженный коэффициент полезного действия
- Неравномерный износ подшипника и цапфы
- Применение более дорогих материалов